# Saleh Abdullah Kamel
Saleh Abdullah Kamel, arabiska: صالح عبد الله كامل, född 1941 i Mecka, död 18 maj 2020 i Jeddah, var en saudisk schejk och företagsledare som var grundare och styrelseordförande för det arabiska konglomeratet tillika holdingbolaget Dallah Al-Baraka Holding Company och finansbolaget Al-Baraka Banking Group. Den amerikanska ekonomitidskriften Forbes rankade Kamel som världens 663:e rikaste med en förmögenhet på $ 2,1 miljarder per den 31 december 2015.
Han avlade en master of business administration vid King Abdulaziz University.